# منطقة العملة المشتركة

الدول الأعضاء في منطقة العملة المشتركة (CMA).

منطقة العملة المشتركة (CMA) تربط جنوب أفريقيا، ليسوتو وسوازيلاند بالاتحاد النقدي. وهو متحالف مع الاتحاد الجمركي لأفريقا الجنوبية (الاتحاد الجمركي). أصبحت ناميبيا تلقائياً عضواً بعد الاستقلال، لكنها انسحبت مع ظهور الدولار الناميبي في عام 1993. وقد اختارت ناميبيا عدم متابعة سياستها الخاصة لسعر الصرف المرن، ويتساوى الدولار الناميبي مع راند جنوب أفريقي وليس هناك احتمال فوري للتغيير. وينطبق الشيء نفسه على ليلانغيني سوازيلندي بسوازيلاند ولوتي ليسوتو في ليسوتو. واستمر الراند بالتنقل بحرية في هذه البلدان. أنظمة صرف العملات الأجنبية والسياسة النقدية في جميع أنحاء CMA ما زالت تعكس تأثير البنك الاحتياطي لجنوب أفريقيا.